# Alotrichite
L'alotrichite (simbolo IMA: Hth), nota anche come sale dei capelli (dal tedesco Haarsalz), è un minerale piuttosto raro del gruppo omonimo appartenente alla classe dei "solfati (e simili)". La sua composizione chimica è Fe2+Al2(SO4)4·22(H2O).

## Etimologia e storia
L'alotrichite prende il nome dalla parola latina halotrichum (sale dei capelli), originariamente dal greco antico ἅλς (háls, "sale") e θριξ (thríx, genitivo τρίχος tríchos "capelli"). Il minerale fu trovato e descritto per la prima volta nel 1839 da Ernst Friedrich Glocker.

## Classificazione
La 9ª edizione della sistematica minerale di Strunz, aggiornata dall'Associazione Mineralogica Internazionale (IMA) fino al 2009, elenca l'alotrichite nella classe "7. Solfati (selenati, tellurati, cromati, molibdati, tungstati)" e nella sottoclasse "7.C Solfati (selenati, etc.) senza anioni aggiuntivi, con H2O"; questa è ulteriormente suddivisa in base alla dimensione dei cationi coinvolti, in modo che il minerale possa essere trovato nella suddivisione "7.CB Con soltanto cationi di media dimensione" in base alla sua composizione, dove il minerale forma il sistema nº 7.CB.85 con gli altri membri: apjohnite, bílinite, caichengyunite, dietrichite, pickeringite, redingtonite e wupatkiite.
Tale classificazione rimane invariata anche nell'edizione successiva, proseguita dal database "mindat.org" e chiamata Classificazione Strunz-mindat nella quale, oltre ai minerali già citati, l'alotrichite è in compagnia anche della meridianite.
Nella Sistematica dei lapis (Lapis-Systematik) di Stefan Weiß l'alotrichite si trova nella classe dei "solfati, cromati, molibdati e tungstati" e nella sottoclasse dei "solfati idrati, senza anioni estranei"; qui si trova nella sezione dei "cationi medi e molto grandi; gruppo dell'alotrichite" dove forma il sistema nº VI/C.12 insieme ad apjohnite, bílinite, caichengyunite, dietrichite, pickeringite, redingtonite e wupatkiite.
La classificazione dei minerali secondo Dana, utilizzata principalmente nel mondo anglosassone, classifica l'alotrichite nella classe dei "solfati, cromati e molibdati" e lì nella sottoclasse degli "acidi idrati e solfati". Qui si trova anche l'omonimo del "gruppo dell'alotrichite (monoclino con 22H2O)" dove forma il sistema nº 29.07.03 con gli altri membri apjohnite, bilinite, dietrichite, pickeringite, redingtonite e wupatkiite all'interno della suddivisione di "A(B)2(XO4)4 • x(H2O)".

## Abito cristallino
L'alotrichite cristallizza nel sistema monoclino nel gruppo spaziale P21/c (gruppo nº 14) con i parametri reticolari a = 20,51 Å, b = 24,29 Å, c = 6,18 Å e β = 100,99° oltre ad avere 4 unità di formula per cella unitaria.

## Proprietà
L'alotrichite è solubile in acqua. Per questo motivo, i cristalli possono sciogliersi a umidità elevate. In condizioni asciutte, l'acqua cristallina può essere liberata in modo simile ad altri solfati, per cui il minerale si disintegra.

## Origine e giacitura
L'alotrichite si forma solitamente secondariamente per ossidazione da pirite. Tuttavia, si trova anche nelle solfatare e nelle sorgenti termali. L'alotrichite è accompagnata da vari altri solfati.
La si trova in paragenesi con alunogeno, pickeringite e copiapite.
Essendo una formazione minerale piuttosto rara, l'alotrichite può essere abbondante in alcuni luoghi in vari siti, ma nel complesso non è molto comune. Alla data del 2014 sono noti circa 370 siti, tra cui Catamarca, Salta e San Juan in Argentina; in alcune regioni dell'Australia; Dipartimenti di Oruro e Potosí in Bolivia; nei pressi di Haskovo in Bulgaria; a Darmstadt e Mühlhausen (Germania); Finlandia; l'Iran; Nuova Scozia, Québec e Yukon in Canada; a Copiapó, nel Cile; Repubblica popolare cinese; in Carinzia, nel Salisburghese e in Stiria (Austria); così come in molte regioni dell'Ungheria; a Dubník, in Slovacchia e degli Stati Uniti.
L'alotrichite è stata anche trovata nella penisola della Kamčatka, in Russia.
In Italia si trova a Rio Marina, nell'Isola d'Elba; nelle fumarole dell'isola d'Ischia; sul Vesuvio; a Capodarso, nel comune di Enna; presso Bagaladi, in provincia di Reggio Calabria e considerevoli quantità in alcune fumarole della solfatara di Pozzuoli in provincia di Napoli.

## Forma in cui si presenta in natura
L'alotrichite sviluppa solitamente aggregati fibrosi e rivestimenti crostosi, più raramente cristalli aghiformi di colore bianco-grigiastro o verde-mela. La lucentezza è serica e il colore del suo striscio è bianco.